# Трескоподобни
Трескоподобните (Gadiformes) са разред животни от тип Хордови (Chordata).
Таксонът е описан за пръв път от Едуин Стивън Гудрич през 1909 година.

## Семейства
- Bregmacerotidae Gill, 1872
- Euclichthyidae Cohen, 1984
- Gadidae Rafinesque, 1810 – Трескови
- Lotidae Bonaparte, 1832
- Macrouridae Bonaparte, 1831 [3] – Дългоопашати риби
- Melanonidae Goode & Bean, 1896 – Меланонови
- Merlucciidae Gill, 1884 – Мерлузови
- Moridae Moreau, 1881 – Мори
- Muraenolepididae Regan, 1903
- Phycidae Swainson, 1838